# Willand
Willand – wieś i civil parish w Anglii, w Devon, w dystrykcie Mid Devon. W 2011 civil parish liczyła 3360 mieszkańców. Willand jest wspomniana w Domesday Book (1086) jako Willelande/Willelanda.